# Tour de Broadway
Pour les articles homonymes, voir Broadway (homonymie).
La tour de Broadway (en anglais : Broadway Tower), également connue sous le nom de Highest Little Castle in the Cotswolds (le plus haut petit château des Cotswolds), est une fabrique de jardin située à Broadway, dans le Worcestershire, au Royaume-Uni.

## Situation
La tour est située sur la colline de Broadway, à 312 mètres au-dessus du niveau de la mer. C’est le deuxième point le plus haut des Cotswolds, après Cleeve Hill. La tour elle-même fait 20 mètres de haut. Cette position lui permet d’offrir une très belle vue des environs, l’une des meilleures d’Angleterre. En effet, au sommet de la tour et par temps clair, il est possible d’apercevoir jusqu’à 62 miles, soit une centaine de kilomètres. Cela signifie que l’on peut voir jusqu’à 16 comtés lorsque l’on est au sommet, allant des montagnes galloises d’un côté au Buckinghamshire de l’autre. Ces comtés sont : West Midlands, Staffordshire, Warwickshire, Leicestershire, Northamptonshire, Buckinghamshire, Wiltshire, Gloucestershire, Oxfordshire, Bath & North East Somerset, Gwent (pays de Galles), Herefordshire, Worcestershire, Dyfed (pays de Galles) et Shropshire.

## Histoire
Imaginée par Capability Brown, un paysagiste anglais du XVIIIe siècle, la tour est construite par l’architecte James Wyatt en 1798, pour le compte de George William, 6e comte de Coventry. Selon une légende, ce dernier l'a fait construire pour que sa femme puisse savoir s’il était possible d’apercevoir l’édifice depuis son domaine de Croome Court (en), dans le Worcestershire, à une distance de 35 km.
Au cours de l’histoire, la tour de Broadway a eu plusieurs vies. Elle a hébergé la presse à imprimer de Sir Thomas Phillipps, grand collectionneur de manuscrits et de livres. Des artistes (peintres, écrivains comme William Morris et Edward Burne-Jones) se sont également approprié les lieux. C’est d’ailleurs la tour qui a inspiré Morris pour fonder en 1877 la Society for the Protection of Ancient Buildings (en).

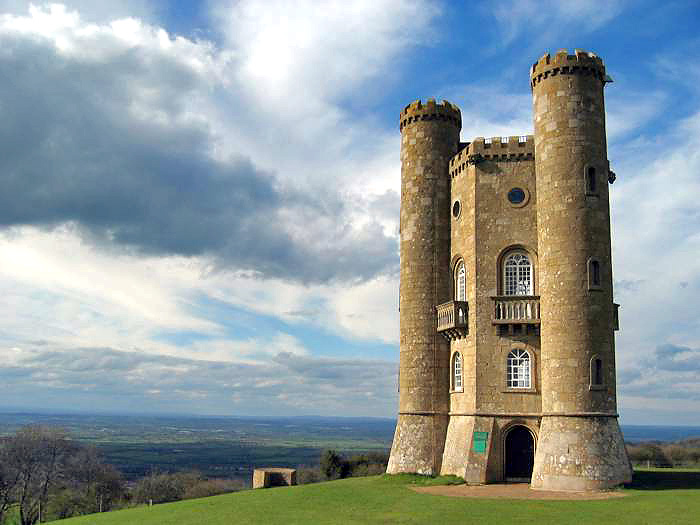
Vue de la façade d'entrée.

Au cours du XXe siècle, et en particulier pendant les deux guerres mondiales, la tour est utilisée, grâce à sa situation géographique, par le Royal Observer Corps (en) afin de suivre les mouvements des avions ennemis survolant l'Angleterre.
Durant la guerre froide, le Royal Observer Corps construit un bunker nucléaire sur le domaine, enterré à environ cinq mètres de profondeur, utilisé pour étudier et signaler les effets des attaques nucléaires et les retombées radioactives. Le bunker est fermé en 1991 à la suite du départ du Royal Observer Corps. Après restauration, c'est l'un des rares bunkers anglais de cette période qui soit bien conservé et complètement équipé.
Aujourd’hui, les trois étages de la tour de Broadway abritent des expositions en lien avec son histoire ou les environs. Dans le parc, il est également possible d’observer un troupeau de cerfs et de biches en liberté.

## Architecture
Cette « tour saxonne » de style gothique est caractérisée par une architecture assez particulière, composée de gargouilles, balcons, tourelles et remparts.